# Conus empressae
Espèce
Statut de conservation UICN

 LC  : Préoccupation mineure
Conus empressae est une espèce de mollusques gastéropodes marins de la famille des Conidae.
Comme toutes les espèces du genre Conus, ces escargots sont prédateurs et venimeux. Ils sont capables de « piquer » les humains et doivent donc être manipulés avec précaution, voire pas du tout.

## Description
La taille de la coquille atteint 25 mm.

## Distribution
Cette espèce marine est présente au large des Philippines et de l'Australie.

### Niveau de risque d’extinction de l’espèce
Selon l'analyse de l'UICN réalisée en 2011 pour la définition du niveau de risque d'extinction, cette espèce a une répartition inégale aux Philippines, à Sabah et en Indonésie. Elle est peu commune dans toute son aire de répartition, mais il n'y a pas de menaces majeures. Elle est actuellement inscrite dans la catégorie préoccupation mineure.

## Taxonomie

### Publication originale
L'espèce Conus empressae a été décrite pour la première fois en 2001 par le malacologiste allemand Felix Lorenz (d),,.

### Synonymes
- Conus (Splinoconus) empressae Lorenz, 2001 · appellation alternative
- Nitidoconus empressae (Lorenz, 2001) · non accepté
- Rolaniconus empressae (Lorenz, 2001) · non accepté

## Identifiants taxonomiques
Chaque taxon catalogué par les bases de données biologiques et taxonomiques possède un identifiant qui permet d'établir un point de référence. Les identifiants de Conus empressae dans les principales bases sont les suivants :
CoL : XXC8 - GBIF : 6511029 - iNaturalist : 431952 - IRMNG : 11704018 - TAXREF : 155492 - UICN : 192423 - WoRMS : 426486